# Amphipyra carbonita
Amphipyra carbonita là một loài bướm đêm trong họ Noctuidae.